# داود باشا (والي بغداد)
داوُد باشا (1188 - 1267 هـ / 1767 - 1851 م) والي بغداد. لقد كان داود باشا هو آخر ولاة المماليك الذين حكموا مدينة بغداد، وولد داود في تبليسي في جورجيا، وبيع في بغداد مملوكاً، ثم أعتنق دين الإسلام وتعرف على الوالي سليمان باشا  حيث تزوج من أبنته وتدرج في أرقى المناصب في زمانه، ومن ثم أصبح والياً على بغداد بعد وفاة سليمان باشا، فأشتهر عنه غزواته للعشائر المتمردة في لواء الدليم كما اشتهر عنه بسالته ودفاعه وصده للغزوات الفارسية التي كانت تنوي أحتلال بغداد.

## نشأة داود باشا
ولد داود باشا في مدينة تبليسي في جورجيا سنة 1767 م وأختطف من أهله عندما كان في سن الثالثة عشر فجاء به أحد النخاسين إلى بغداد وعرضه للبيع فاشتراه أحد وجهاء بغداد وهو مصطفى بك الربيعي غير إنه باعه بعد أيام وصار بعدها داود ينتقل من شخص لأخر حتى انتهى به المطاف إلى يد الوالي سليمان باشا الكبير. وأدخله الأخير في زمرة مماليكه واخضعه للتدريب الذي كان يخضع له سائر المماليك في تلك الأيام. تدرج داود في المناصب الإدارية في عهد الوالي سليمان باشا حيث رفع إلى منصب المهردار أي حامل الختم. بعدها تزوج داود إحدى بنات الوالي سليمان باشا

## تعيينه والي بغداد
صدر فرمان سلطاني بعزل سعيد باشا بن سليمان الكبير حليف السعدون عن ولاية العراق وتعيين داود باشا بدلا عنه، فتحرك داود باشا بقواته إلى بغداد، مما حدا بالوالي سعيد باشا أن بطلب الدعم من حليفه الشيخ حمود الثامر الذي لم يتأخر في نجدته بـ 1500 مقاتل، فوقعت المعركة بين الطرفين خارج بغداد يوم 7 يناير 1817م ونتجت عن انتصار أولي لسعيد باشا وانسحاب داود باشا نحو الشمال بغية الاستراحة، فاعتقد سعيد باشا أنه أصبح بمأمن بعد هذا الانتصار فطلب من جيش المنتفق العودة إلى ديارهم، فاستغل داود باشا ذلك الانسحاب فدخل بغداد بسهولة يوم 20 فبراير من نفس العام وعزل سعيد باشا.

## خلافاته مع حمود السعدون
بعد أن استتب الأمر لداود باشا قدر أن الخطر المباشر لسلطته يأتي من نفوذ المنتفق ووحدتها، لذلك كرس جهده لضرب تلك الوحدة من داخلها. فالغيوم المتلبدة بين داود باشا والشيخ حمود لم بلطفها الرسائل المتبادلة التي ذكر فيها حمود الثامر للوالي باحتلال الدرعية وسقوط إمارة آل سعود، ولا بالوفد الكبير الذي أرسلته المنتفق محملا بالهدايا سنة 1820م بمناسبة ختان طوسون نجل الوزير داود باشا. وقد التقى الوالي بالوفد، وجس رأيهم حول ضرورة تبديل أمير المنتفق لكبر سنه وكفافه، إلا أنه جوبه بموقف موحد ومتمسك بحمود الثامر، مما دفع الباشا بالتريث قليلا.
استمر الباشا يبحث عن شخصية في المنتفق موازية لحمود الثامر في الهيبة والنفوذ الذي خلق لقبيلته سيادة لاتريد أن تتنازل عنها لسيادة داود باشا، بل وأنها أبعدت موظفيه ومنعت دخولهم لأراضيها. وأبرزها هو تجاهل حمود الثامر مقابلة مندوب الوالي (إبراهيم بك آل عبد الجليل) لأمر هام سنة 1823م، ولم يقابله إلا بعد شهر من وصوله تحقيرا للوالي وإشعاره بقوة المنتفق. فدفع ذلك الباشا أن يشجع كل منافس لحمود، فكثر المرشحون حول الباشا، فأعلن عن عزل الشيخ حمود الثامر عن إمارة المنتفق وتوليتها للشيخ عجيل بن محمد الثامر والمعروف باسم «أخو سعدى»، فأربك ذلك الأمر الشيخ حمود فعقد تحالف مع الشيخ غيث بن غضبان أمير إمارة بني كعب يتضمن مناصرة أحدهم الآخر بوجه محاولات داود باشا. ثم أرسل الشيخ حمود ولديه ماجد وفيصل لحصار البصرة، وانضمت معه في نفس الوقت قوات بني كعب بقيادة مبادر وثامر أخوي الشيخ غيث. لم يلبث إلا وأرسل عزيز آغا متسلم البصرة وفدًا من سادات البصرة ورجال الدين إلى مبادر وثامر إبني الشيخ غيث ليطبوا منهما رفع الحصار وإبطال الحرب وإعلان الهدنة، فلبيا طلبهم وانسحبوا بقواتهما وعادا إلى المحمرة، هنا انسحب ماجد بن حمود الثامر بعد أن وجد نفسه وحيدًا يخوض معركة خاسرة بعد انسحاب أخيه فيصل نحو أبيه متخاذلًا. وقد دعم الشيخ صفوق الجربا الشيخ عجيل بن محمد الثامر السعدون ليكون أميرًا على قبيلة المنتفق سنة 1826م / 1242هـ، فرافقه حتى وصوله إلى قبيلته حيث نصبته القبيلة شيخًا عليها.
هنا أدرك الشيخ حمود الثامر أن الأمير الجديد للمنتفق مسنود بقوة حكومية ذات كثافة نارية شديدة، وأن القبيلة بدأت بالالتفاف حوله بعد أن قام بتوزيع العطايا واعطاء الوعود، مما مكنه من امتلاك زمام الأمور. فما كان من الشيخ حمود سوى الفرار، فقصد الكويت في البداية ثم عاد إلى بادية البصرة، فتمكن الشيخ عجيل من الإمساك به في نوفمبر 1826، حيث أرسله إلى الوزير داود باشا في بغداد، فقام الوزير بوضعه تحت الإقامة الجبرية حتى مات سنة 1246هـ/1831م

## النزاع مع بلاد فارس
في أوائل عام 1818 م استغل الشاهزادة حاكم كرمانشاه نزاعا وقع بين أمراء آل بابان في منطقة كردستان وقام الشاهزادة بتوجيه ثلاثة جيوش يستهدف بها احتلال مدينة بغداد أحدها من جهة السليمانية والثاني من جهة مندلي والثالثة من جهة بدرة وجصان. ولأجل هذا حاول داود باشا استرضاء الشاهزادة حاكم كرمانشاه حيث قام بالإبقاء على شاه بابان حاكما على السليمانية. وبعد مراسلات ومفاوضات ما بين داود باشا والشاهزادة استمرت قرابة الشهرين تم عقد الصلح بينهما. لم يستمر الصلح الذي عقد ما بين الطرفين طويلا ففي سنة 1821 التجأ عبد الله باشا بابان وهو أحد امراء الأسرة البابانية الحاكمة في منطقة كردستان إلى الشاهزادة في مدينة كرمانشاه لإصدر الأخير أمرا بتعينه حاكما على السليمانية بدلا من أخيه المعين من قبل داود باشا. وقد أخذ عبد الله باشا بابان بمهاجمة حدود الدولة العثمانية من جهة بلدة خانقين ثم توجه بعذئذ بقوة كبيرة نحو مدينة السليمانية بغية احتلالها وقد إنضم إليه كخسرو بك رئيس عشيرة الجاف ونتيجة لهذه التطورات أرسل داود باشا إلى السلطان العثماني في إسطنبول يطلب فيه مساعدته بارسال قوات لدحر هذا الهجوم وقد أرسل السلطان العثماني قوات الهاتية وهي قوات تتألف من خمسة عشر ألف الباني فأضاف داود باشا هذه القوات إلى قواته وفي شهر تشرين الأول من سنة 1821 جرت معركة ما بين الجيش العثماني المرسل من قبل داود باشا والذي كان بقيادة الكهية محمد آغا وبين قوات عبد الله باشا بابان المدعومة من قبل قوات الشاهزادة بالقرب من مدينة السليمانية وقد انتهت المعركة بهزيمة الجيش العثماني. بعد هزيمة الجيش العثماني في هذه المعركة إنفتح الطريق أمام جيش الشاهزادة للتقدم نحو بغداد وعند وصول جيش الشاهزادة بالقرب من قرية هبهب الواقعة بالقرب من بغداد أخذ المئات من السكان القاطنين في مدينة بغداد بالهرب نحو المدن المجاورة كالفلوجة والحلة. وعند وصول جيش الشاهزادة بالقرب من خان بني سعد والتي تقع على بعد 15 ميلا عن بغداد قامت بعض العشائر بالقيام السلب والنهب على القرى المجاورة لمدينة بغداد. وفي تلك الآونة بالذات كان وباء الهيضة قد وصل إلى بغداد ثم أخذ يسري نحو الشمال فأنتشر هذا الوباء في صفوف جيش الشاهزادة حاكم كرمانشاه وقد أصيب الشاهزادة كذلك بهذا المرض. وكان انتشار هذا الوباء في صفوف جيش الشاهزادة الدور الحاسم في عدم استمراره بالتقدم نحو بغداد فأرسل إلى الشيخ موسى كاشف الغطاء والذي كان يتولى الزعامة الدينية في مدينة النجف ونجح الشيخ كاشف الغطاء في التوسط ما بين الفريقين المتحاربين ولم يكد الشاهزادة يصل إلى كرمانشاه حتى مات وتولى بعده مقاليد الحكم إبنه حسين ميرزا والذي حاول من أن يهاجم بغداد كما فعل والده وقد قام بتجهيز جيش ضخم لهذا المر وعند وصول الجيش بالقرب من بلدة شهربان الواقعة إلى الشمال من مدينة بغداد أخذ وباء الهيضة يهدد الجيش كما فعل في المرة الأولى مما اضطره إلى الانسحاب والعودة إلى كرمانشاه من جديد.

## خلافاته مع صفوق الجربا
بعد هزيمة صفوق الجربا أمام عنزة في حرب مناخ حصة أو السبيخة سنة (1239هـ/1824م)، عوّضه الوزير داود باشا بأن أعطاه الأموال والنقد والمواشي والقرى والضياع مالم يسمع بمثله إلا في زمن البرامكة، وسمح له بالاستمرار في حكم عانه مؤكدا على دعمه وتأييده له ليس حبًا له ولكن ليجعله قادرًا على التصدي لعشائر عنزة إذا عمدت التوغل داخل العراق. وتلك الحظوة والاحتواء جعلت من صفوق وقبيلته يعملون في خدمة حكومة بغداد، مرغمًا القبيلة على ترك غزواتها المعتادة وتخصص جهودها لكبح جماح العشائر البدوية والكردية واليزيدية لصالح والي بغداد، ولكن هذا التكيف لم يدم طويلًا. فقد ثار أهالي كربلاء على داود باشا سنة 1825م فأرسل إليهم قواته النظامية بقيادة سليمان ميراخور (أمير الإسطبلات) مع عدد من عشائر العرب، ومن ضمنهم كان الشيخ صفوق وقبيلته وعددهم 150 فارس وألف راجل، واستمرت المعارك مع الكربلائيين جولات انشقت في إحداها بندقية صفوق وأصابته إطلاقتها في كتفه، ثم جرى خلاف بين صفوق وبين سليمان ميراخور آمر القوات الحكومية انتهت باشتباك بين شمر وبين القوات الباشوية، انسحب صفوق على أثرها عن حصار المدينة ومعه قبيلته وعاد إلى موطنه في جبل سنجار. وفي سنة 1826م / 1242هـ ساهم الشيخ صفوق في دعم الشيخ عجيل بن محمد الثامر السعدون الذي عينه داود باشا أميرًا على قبيلة المنتفق بعد عزله الشيخ حمود الثامر عن المشيخة، فرافقه حتى وصوله إلى قبيلته حيث نصبته القبيلة شيخًا عليها. وفي السنة التالية 1827م / 1243هـ أعلن صفوق تمرده وعصيانه لداود باشا بعد هزيمة قبيلته أمام قوات الوزير في واقعة نهر عيسى.

## عزله وعودة بغداد إلى الحكم المباشر
بعد أن فشل في الاستيلاء على بلاد فارس، استغل السلطان محمود الثاني الطاعون الذي ضرب العراق فقرر القضاء على حكم المماليك، وإرجاع ولاية بغداد إلى الحكم العثماني المباشر، فأرسل مبعوثه صادق أفندي إليه ليعزله، ولكن داود باشا قتله في بغداد، فوجه حملة عسكرية بقيادة علي رضا باشا اللاز، فحشد رضا باشا قواته النظامية في حلب في يناير 1831م / رجب 1246هـ، وانضم إليه الشيخ صفوق مع قواته من قبيلة شمر. وتحرك الجيش في بداية شباط فبراير من حلب نحو بغداد. وكانت الدلائل تشير إلى أن جيش داود له القدرة على الصمود أمام قوات السلطان ومن تحالف معها، إلا أن الأقدار قد أصابت بغداد بفاجعتين طبيعيتين متتاليتين:أولهما اجتياح وباء الطاعون القادم من مدينة تبريز إلى العاصمة بغداد وتدميرها، ثم أعقب الوباء فيضان ربيعي كاسح لدجلة أكمل على ماتبقى من المدينة، فوجد داود باشا نفسه في موقف سيء مما سهل من مهمة جيش رضا باشا. وعند وصوله الموصل أرسل طلائع من قواته بقيادة والي الموصل قاسم باشا العمري ومعه الشيخ صفوق وسليمان الغنام شيخ بني عقيل إلى بغداد لحصارها، وقد دخلت القوات بغداد 1831، واتخذ الشيخ صفوك دارًا له في الجانب الشرقي من بغداد. ولكن عندما بدأت تلك القوات بنهب المدينة ثار الأهالي ومعهم ماتبقى من القوات الموالية لداود باشا في وجه قوات سليمان العمري، فاضطر الشيخ صفوق إلى الهروب من داره والعبور سباحة إلى الجانب الآخر من النهر وسحب قواته من قبيلة شمر خارج بغداد، في حين قتل سليمان العمري يوم 13 حزيران يونيو 1831م/ 3 محرم 1247هـ. وبعد تلك الثورة قدم علي رضا باشا فحاصر بغداد لعدة أسابيع، وفي سبتمبر 1831م / ربيع الآخر 1247هـ سقطت المدينة بيد العثمانيين، وتولى واليها الجديد علي رضا باشا شؤون المدينة فأرسل إلى داود باشا للاستسلام، فاستسلم له وصالح قائد الجيش على أن يسلمه بغداد ويرحل إلى الآستانة. وأرسله علي باشا إلى العاصمة مع كتاب للسلطان يخبره بنجاح مهمته ويسترحمه بالعفو عن المملوك، وأعطى أوامره لمن ذهب لنقله بأن يقتل فورًا في حال محاولته الفرار. وعلى العموم فإن نجاته عند السلطان كان لمزاياه العجيبة وشخصيته المحببة وتضلعه في القانون والشريعة، فنفاه نفيًا شريفًا مع عائلته إلى بروسة ومعتاشا ببقايا ملكه الخاص. ولكن انتصار المصريين المفجع في قونية في ديسمبر 1832، أوجب السلطان من الاستفادة منه فعينه واليًا على البوسنة، وبعدها صار رئيسا لمجلس الدولة في اسطنبول، وفي1255هـ/1839م عين واليا لأنقرة. وبعدها أرسله السلطان عبد المجيد شيخاً على الحرم النبوي في عام 1260هـ / 1844م، وتفرّغ هناك للعبادة والتدريس إلى أن توفي، ودفن في مقبرة البقيع.
وقد كتب عثمان بن سند البصري كتاباً عن حياة داود باشا أسماه «مطالع السعود بطيب أخبار الوالي داود»، وصدر بتحقيق عماد عبد السلام رؤوف وقام أمين بن حسن الحلواني باختصاره مع بعض الإضافات، وقد طبع هذا المختصر.

## إنجازات داود باشا
- اهتم داود باشا بتقوية الجيش وتدريبه على النظم الحديثة ولأجل ذلك قام باستقدام ضابط فرنسي اسمه المسيو ديفو وكان ديفو من الضباط الذين خدموا في جيش نابليون بونابرت وترك فرنسا بعد سقوط بونابرت. وكان ديفو يعمل قبل استقدامه من قبل داود باشا ويعمل في تدريب جيش الشاهزادة في كرمانشاه.[32] واشترى داود باشا مصنعا للبنادق من أوربا وجلب الفنيين لإدارته كما أسس مصانع المنسوجات لتفي بحاجات الجيش.[33]
- إصدار أول صحيفة في بغداد باسم جرنال العراق باللغتين العربية والتركية.[33]

## النظام العسكري في عهد داود باشا
كانت لدى داود باشا قوتين عسكريتين مختلفتين عن بعضهما البعض، قوة نظامية من الجنود الأتراك، واخرى من المجندون من العشائر. فالقوات التركية كانت تتمركز من الحرس الكرجي لداود باشا وعدده حوالي 1700 رجل في سنة 1830، وهناك الحرس الشخصي وأيضا لديه 1500 مشاة و500 مدفعي و 500 رماة. أما المجندون فكانوا حوالي 5000 رجل من بني عقيل تساهم في كثير من الأحيان الحملات الحكومية الكبرى. ويقول المؤرخ التركي ثابت أفندي سنة 1830 أن داود باشا كان يقود قوة مقاتلة تعدادها 12500 رجل.
وبذا يظهر أن باشوات المماليك كان لديهم جيش قوي، ولكن تلك الأعداد خادعة نوعًا ما، فالجنود الأتراك النظاميون فقدوا الانضباط وكان تدريبهم سيئًا وجهازهم رديئا في غالب الأحيان. بالإضافة إلى أن المجندين من عشائر العقيل لم يكونوا ذوي فعالية كبيرة حيث كان همهم هو الحصول على الغنائم، وفي الكثير من الأحيان كان هؤلاء المرتزقة يغيرون على القرى والبلدات التي أرسلوا إليها لحمايتها. وخلاصة القول أن قوات المماليك العسكرية على وفرة عددها، إلا أنه لم يكن لديها العزيمة لدحر منافسيها من العشائر.